# Susan Fenimore Cooper

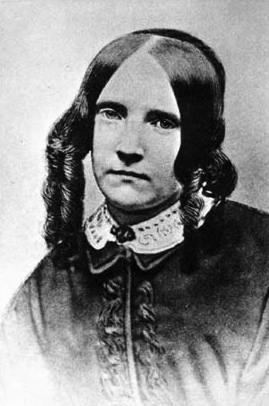
Susan Fenimore Cooper, um 1855

Susan Augusta Fenimore Cooper (* 17. April 1813 in Mamaroneck, New York (Bundesstaat), USA; † 31. Dezember 1894 in Cooperstown (New York), USA) war eine US-amerikanische Schriftstellerin und Naturforscherin. Ihr Werk Rural Hours ist das erste bedeutende Beispiel amerikanischer Umweltliteratur, das von einer Frau geschrieben wurde.

## Leben und Werk

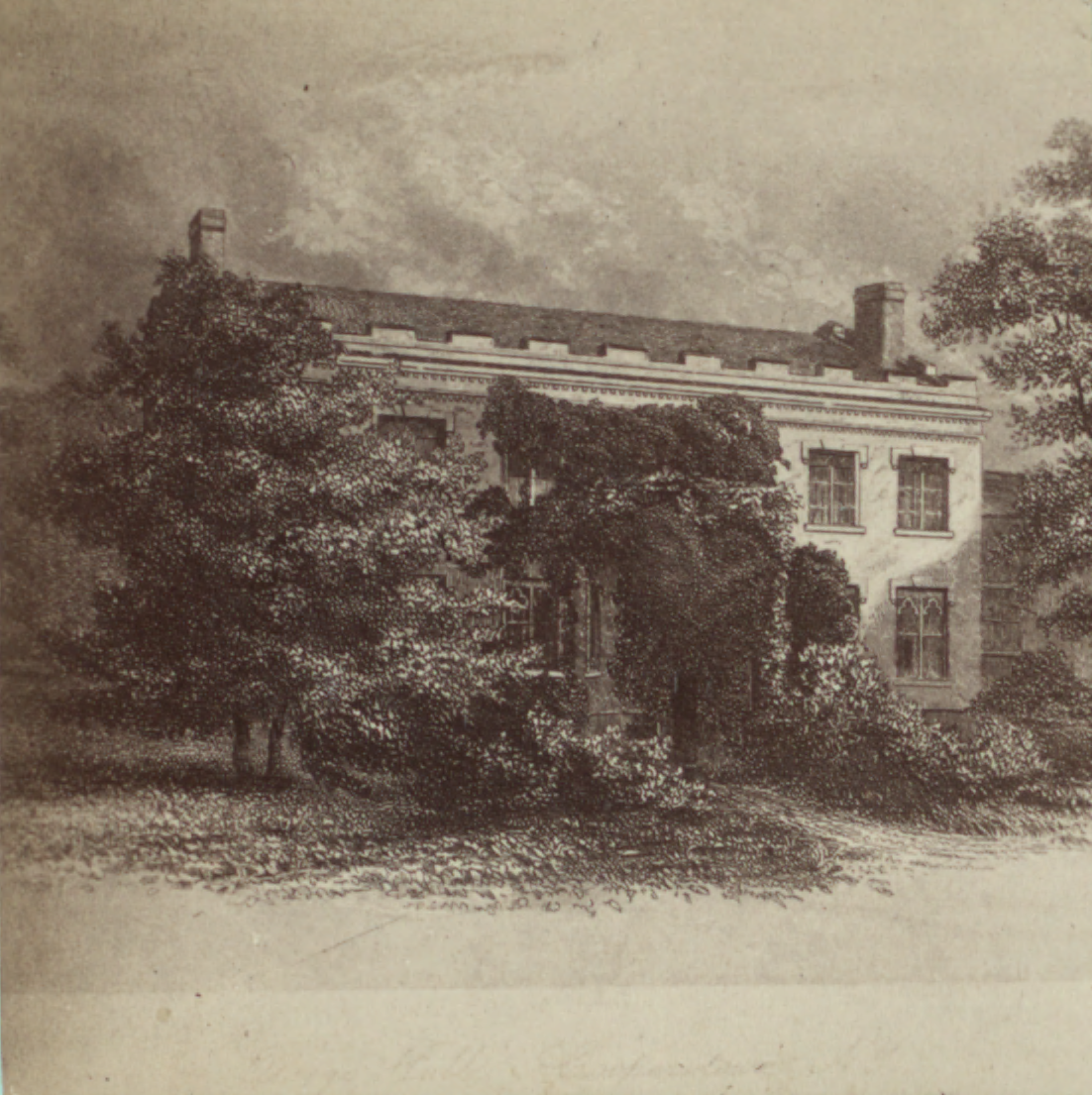
Otsego Hall, Cooperstown

Cooper war das zweite der sieben Kinder von Susan Augusta Delancey und James Fenimore Cooper. Kurz nach ihrer Geburt starb ihre älteste Schwester. Nach mehreren Umzügen und ersten Erfolgen ihres Vaters als Schriftsteller ließ sich die Familie 1822 in Cooperstown im Bundesstaat New York nieder, einer Siedlung, die von ihrem Großvater William Cooper gegründet worden war. Sie besuchte Privatschulen, sprach vier Sprachen und studierte amerikanische und englische Literatur und Geschichte sowie Zoologie und Botanik. 1826 wurde James Fenimore Cooper zum Konsul der USA in Lyon ernannt. Die Familie reiste daraufhin im Juni 1826 nach England und fuhr von dort nach Paris, wo die Familie bis 1833 lebte. Während dieser Zeit wurde sie in einem privaten Internat unterrichtet, nahm aber auch an den Reisen der Familie durch Europa teil.
Nachdem ihr Vater zwei Heiratsanwärter seiner Tochter abgelehnt hatte, den einen, weil er Franzose war, den anderen, Samuel F. B. Morse, weil er zu alt war, blieb sie zeitlebens unverheiratet. Nach der Rückkehr nach Amerika lebte sie zunächst drei Jahre in New York und anschließend mit ihrer Familie in Cooperstown in dem Herrenhaus der Familie, Otsego Hall, welches von Morse mit umgestaltet worden war. Dort schrieb sie ihr erstes Buch, Elinor Wyllys: or The Young Folk of Longbridge, welches sie 1845 unter dem Pseudonym Amabel Penfeather veröffentlichte.
In den letzten Lebensjahren ihres Vaters, mit dem sie zeitlebens eng verbunden war, führte sie ein Tagebuch, das die Grundlage ihres wichtigsten Werks Rural Hours bildete. Rural Hours war ein Tagebuch über jahreszeitliche Beobachtungen der Pflanzen- und Tierwelt im Bundesstaat New York über einen Zeitraum von zwei Jahren sowie über das Gemeinschaftsleben in Cooperstown. Das Buch war so erfolgreich, dass es zwischen 1850 und 1998 zehnmal neu aufgelegt wurde. Die erstmals 1851 erschienene illustrierte Ausgabe enthält Aquarelle und Zeichnungen, die möglicherweise von Cooper selbst stammen. Eine neue Ausgabe wurde 1998 zusammen mit einer Reihe kritischer Essays veröffentlicht, in denen Cooper als eine der ersten amerikanischen Umweltschützerinnen und als erste Amerikanerin, die Essays über die Natur schrieb, benannt wird.
Nach dem Tod ihres Vaters 1851 blieb sie zusammen mit einer Schwester in Cooperstown wohnen und kümmerte sich um seinen literarischen Nachlass, redigierte seine Tagebücher und unveröffentlichten Artikel und schrieb Einleitungen zu den Nachdrucken seiner vielen Romane. Als die Werke ihres Vaters in der Haushaltsausgabe von 1876 bis 1884 veröffentlicht wurden, hatte Cooper Einführungen zu fünfzehn der Romane geschrieben. Obwohl sie ihre eigenen Arbeiten anonym oder unter einem Pseudonym veröffentlichte, schrieb sie die Einführungen für die Werke ihres Vaters unter ihrem Namen.
Sie gab 1853 die amerikanische Ausgabe von Country Rambles des englischen Naturforschers John Leonard Knapp heraus. 1859 veröffentlichte sie Mount Vernon: A Letter to the Children of America. Weil ihr Vater die Verwendung seiner Papiere für eine Biografie untersagt hatte, gab sie 1861 Papers and Pictures from the Writings of James Fenimore Cooper heraus. Cooper schrieb 1887 zwei Artikel für das Atlantic Monthly, A Second Glance Backward über die europäischen Jahre der Familie, in dem das einzige erhaltene Gedicht ihres Vaters enthalten ist. Des Weiteren verfasste sie Female Suffrage: A Letter to the Christian Women of America, das 1870 in Harper’s New Weekly erschien, und schrieb viele Essays in populären Publikationen wie The Atlantic Monthly, The Freeman’s Journal, Graham’s Magazine, Harper’s New Monthly  und Putnam’s Magazine. Sie etablierte sich auch als erfolgreiche Herausgeberin von fünf weiteren Büchern, zukünftigen Anthologien der Werke ihres Vaters und mehreren monatlich erscheinenden Zeitschriften. Die meisten Geschichten und Essays, die sie für Zeitschriften schrieb, wurden nicht gesammelt oder in Buchform veröffentlicht.

## Philanthropie
Cooper nutzte ihre sozialen Kontakte und widmete sich der Beschaffung von Spenden für Gemeinschaftsprojekte, wie eine Schule für unterprivilegierte Kinder und ein Heim für arme Familien.
Am Ende des Bürgerkriegs gründete Cooper 1865 das Thanksgiving Hospital, das später mit dem Mary Imogene Bassett Hospital in Cooperstown fusionierte. Sie gründete 1873 auch das Orphan House of the Holy Saviour in Cooperstown, welches zu Beginn fünf Kinder aufnahm und unter ihrer Aufsicht zu einer Einrichtung mit mehreren Gebäuden wurde, die fast hundert Jungen und Mädchen beherbergte, ernährte und erzog. Im Jahr 1886 gründete sie The Friendly Society und jede Frau, die der Gesellschaft beitrat, wählte eines der Mädchen im Waisenhaus aus, um dieses zu betreuen.

## Nature Writing
Sie war die erste Amerikanerin, die ein literarisches Werk verfasste, das als Nature Writing bezeichnet werden kann. Durch dieses Naturschreiben legte sie den Grundstein für eine von Frauen geführte Vogelschutzkampagne. Sie kam auf der Farm ihres Großvaters mit Wildtieren in Kontakt und entdeckte, dass Vögel als Indikatoren für den Rückgang von Pflanzen und Tieren dienen. Ihre Absicht, die Leser über die Fauna aufzuklären, um das Umweltbewusstsein zu schärfen, durchzieht einen Großteil ihrer Arbeit und manifestiert sich beispielsweise auch in ihrem Aufsatz Birds Then and Now (1878), der den Rückgang der Vogelpopulation in Cooperstown beklagt. Durch ihre Anmerkungen zum Nesterzählen lenkte sie die Aufmerksamkeit auf die Massenvernichtung von Vögeln für die Modeindustrie und prangerte die Verwendung von Federn auf Frauenhüten an.
Susan Cooper starb im Alter von 81 Jahren in Cooperstown. Das persönliche Tagebuch ihres Vaters wurde neben ihr im Sarg begraben.

## Zeichnungen und Aquarelle von Susan Fenimore Cooper inRural Hours(Auswahl)

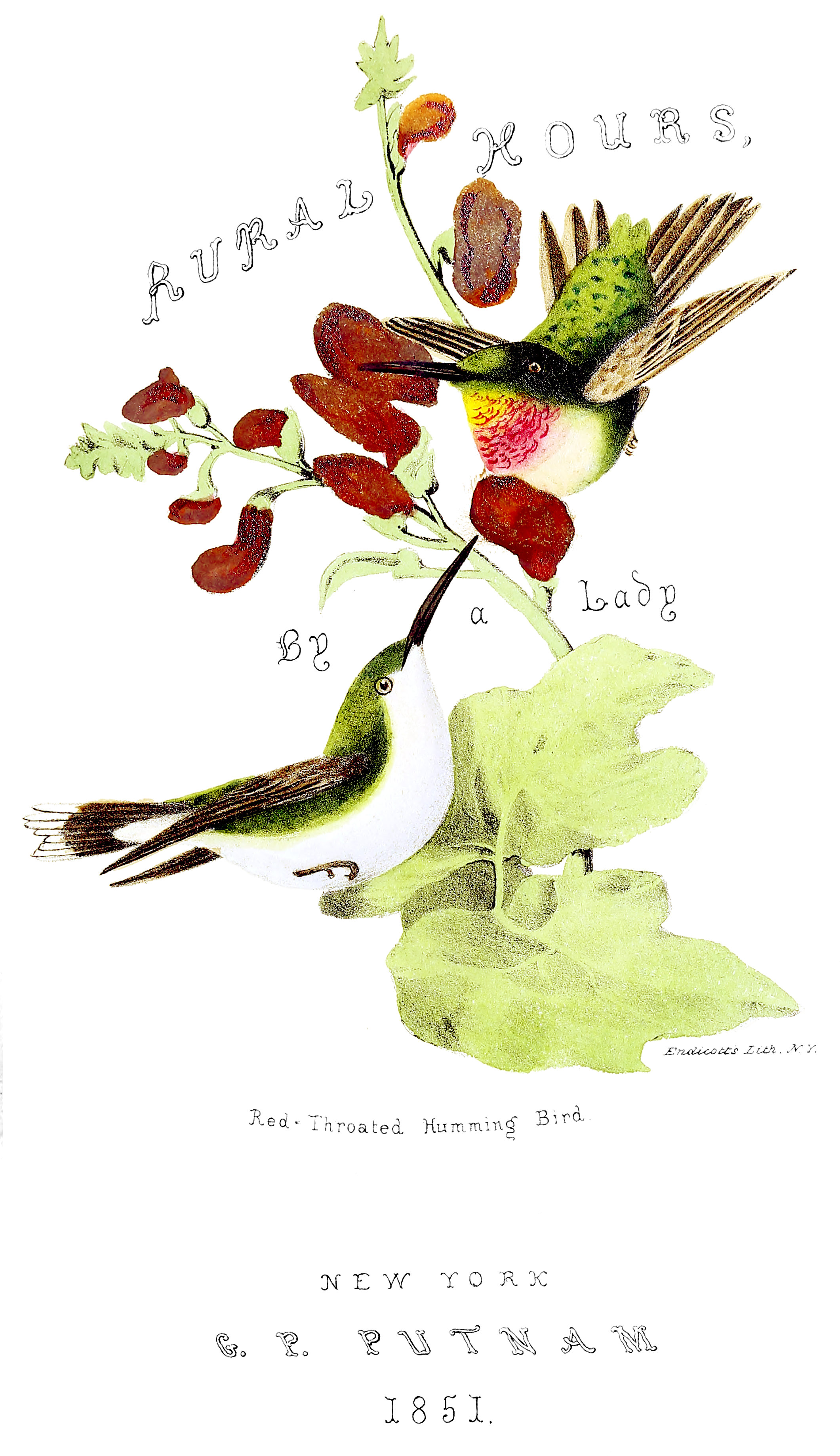
Titelseite von Rural Hours
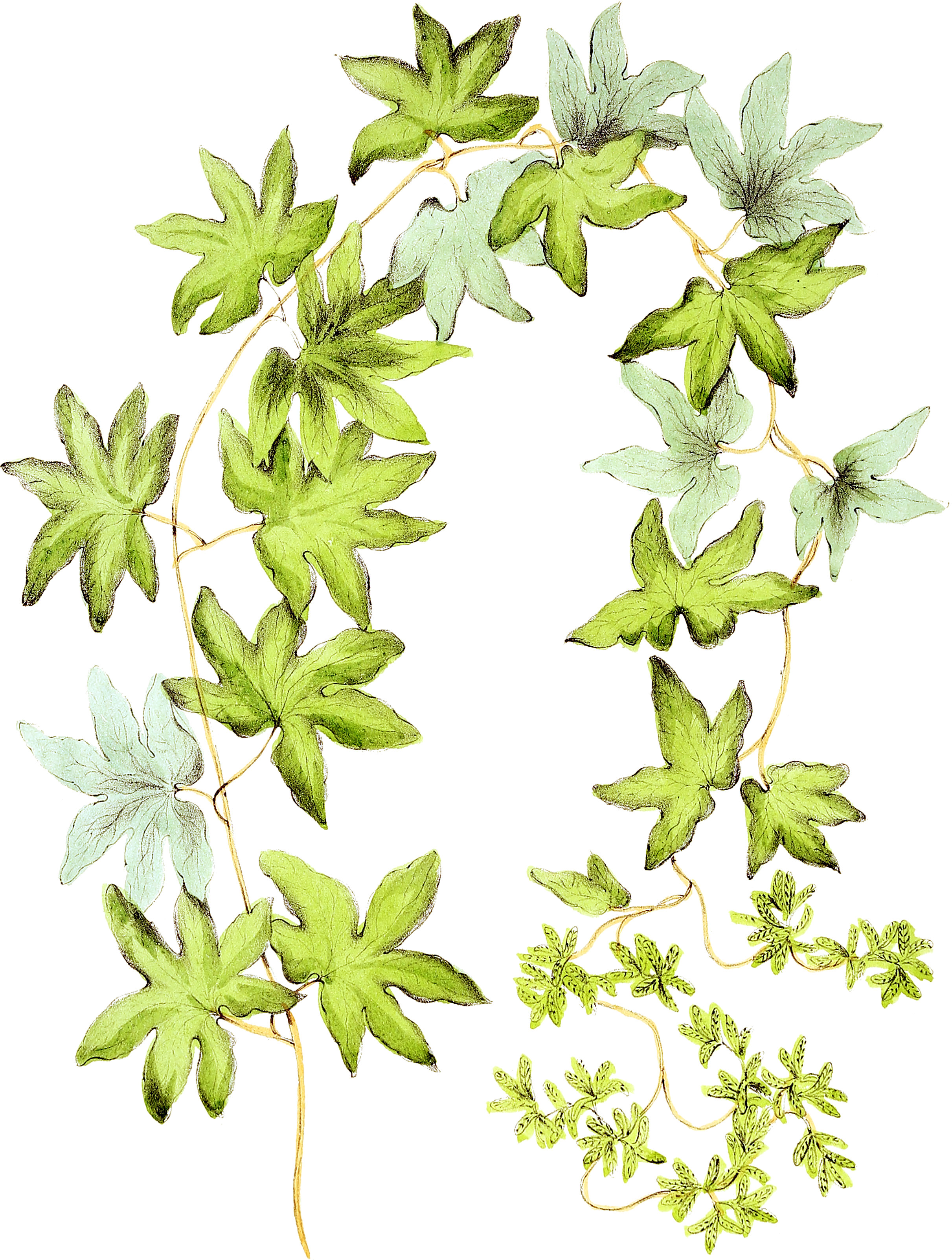
Kletterfarn
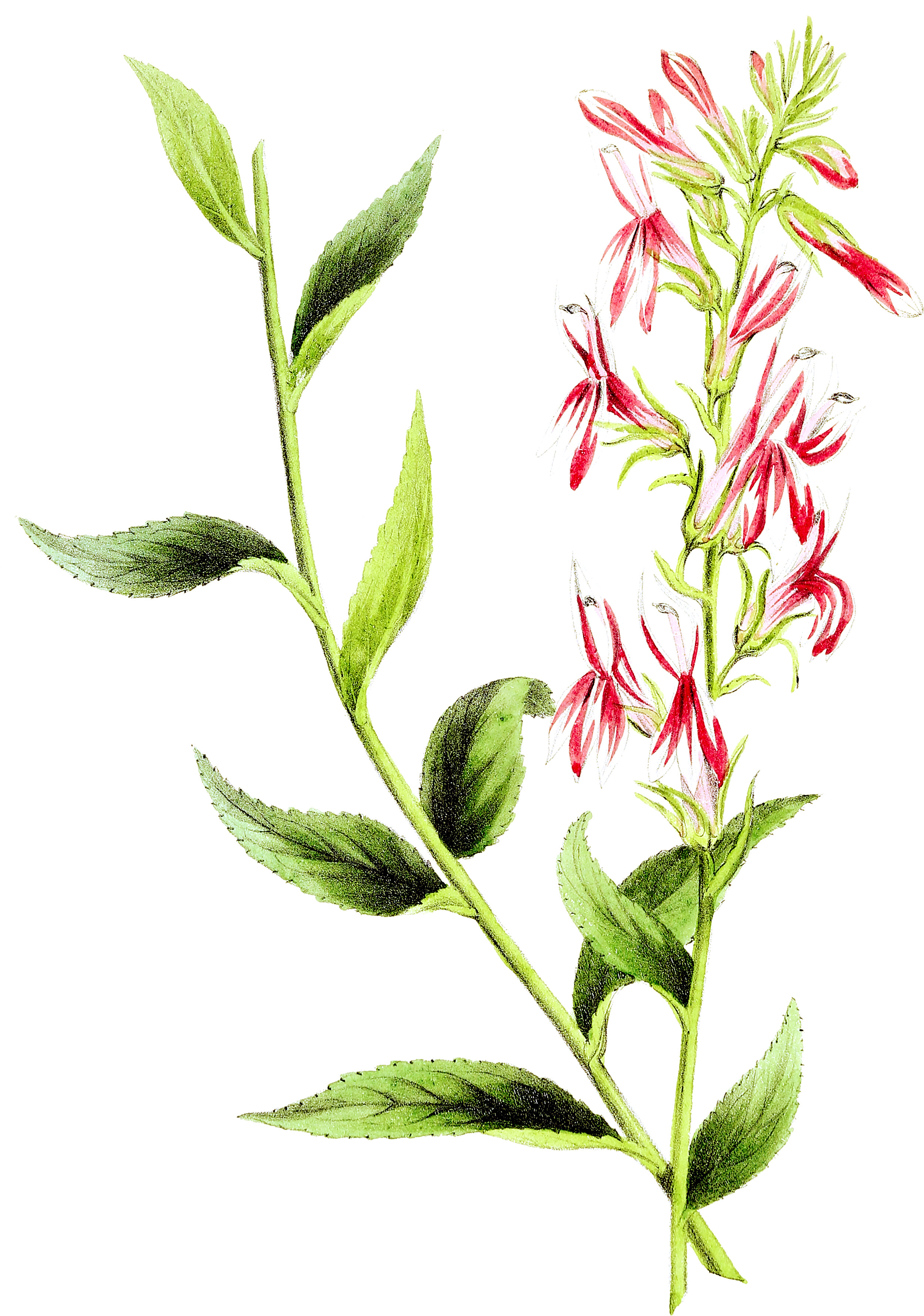
Kardinals-Lobelie (Lobelia cardinalis)
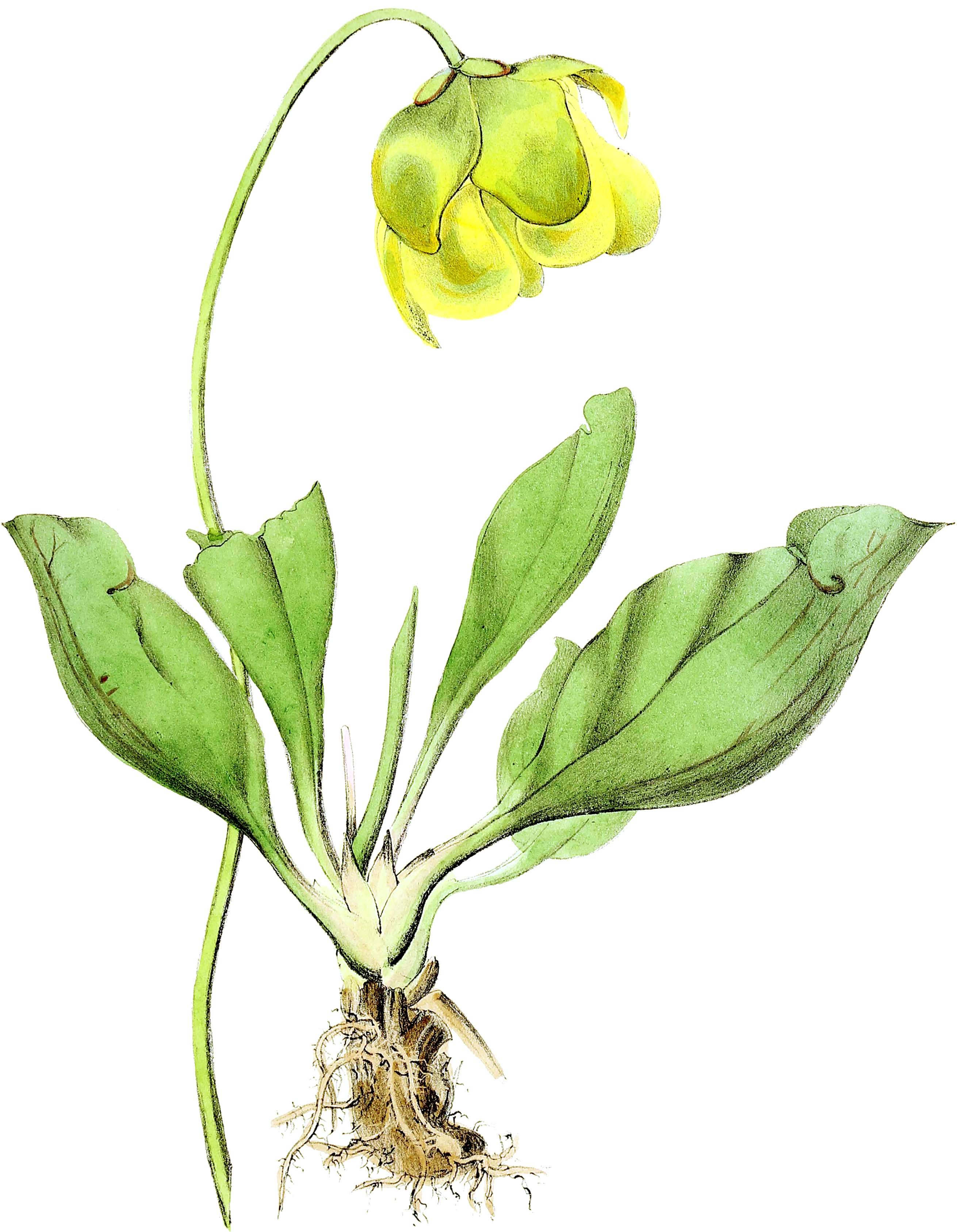
Varietät der Roten Schlauchpflanze (Sarracenia purpurea var. heterophylla)
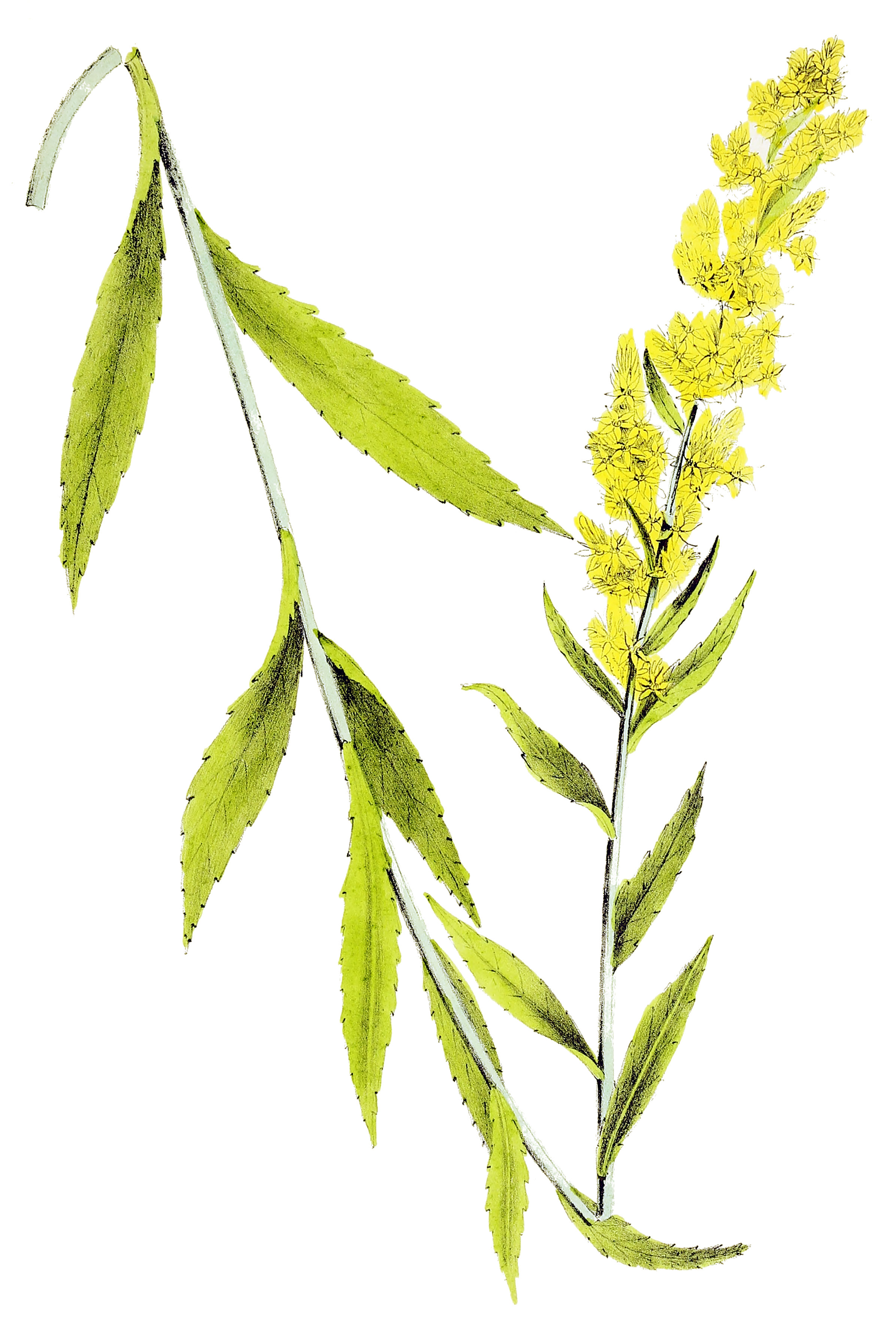
Goldrute (Solidago bicolor)
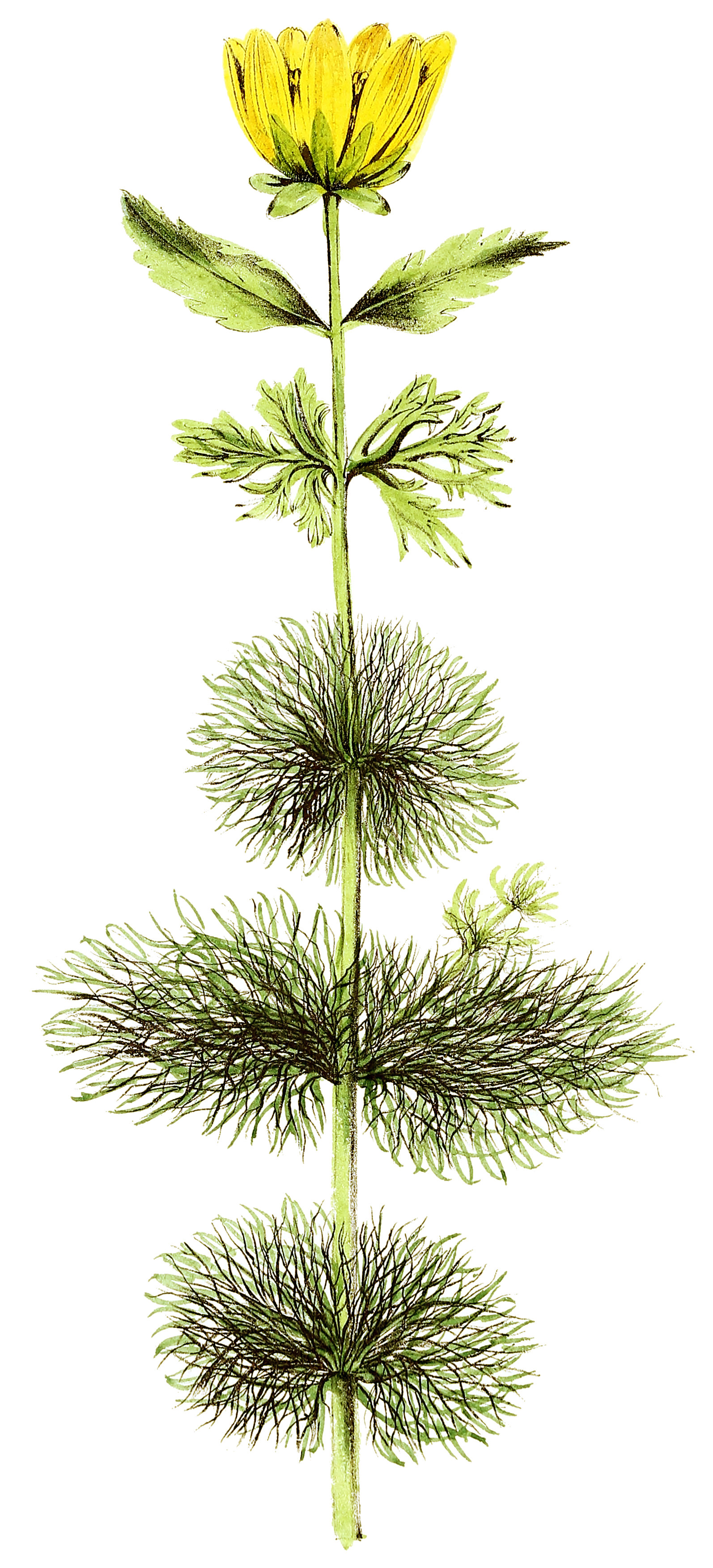
Zweizahn (Bidens beckii)
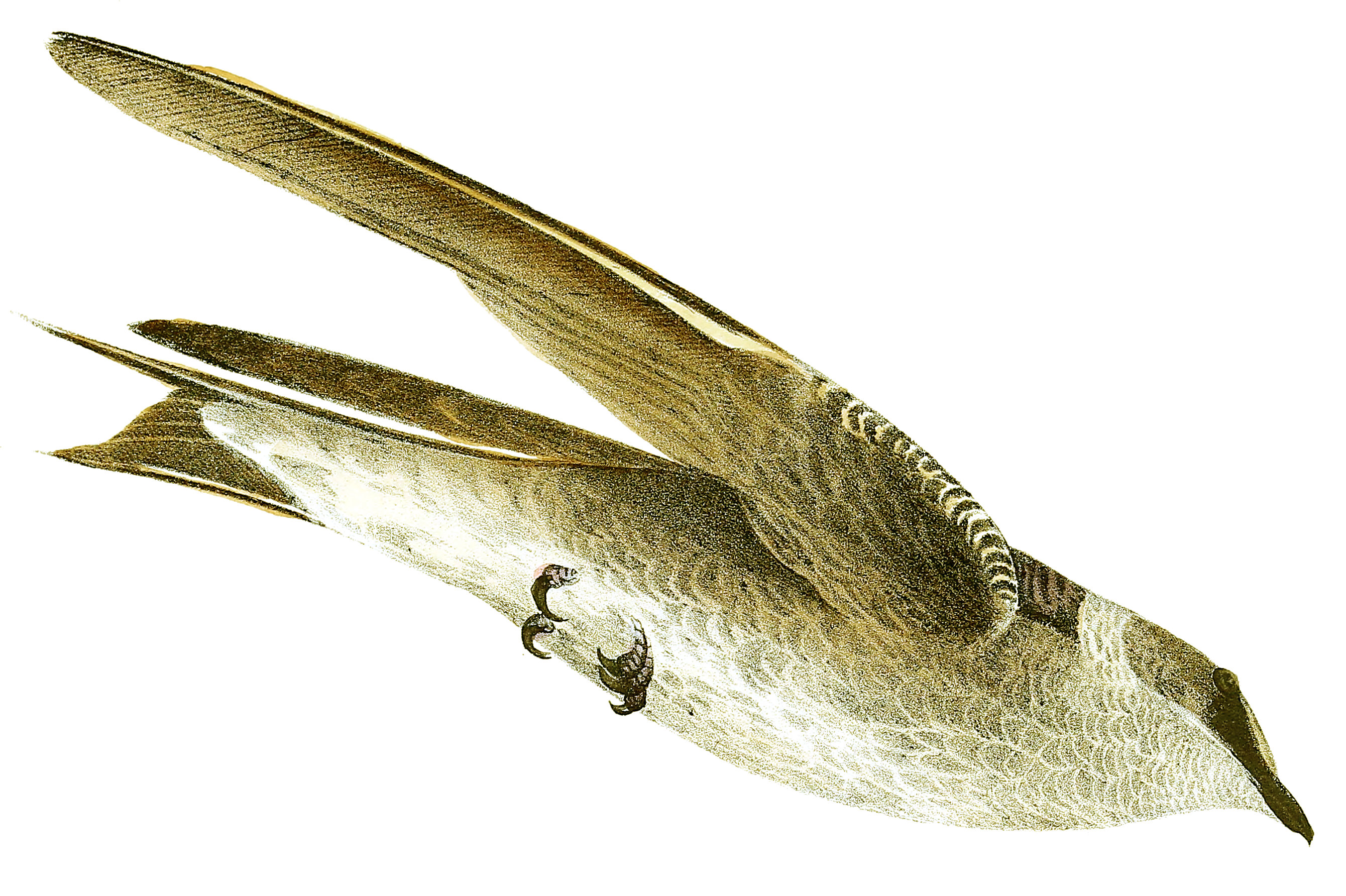
Purpurschwalbe
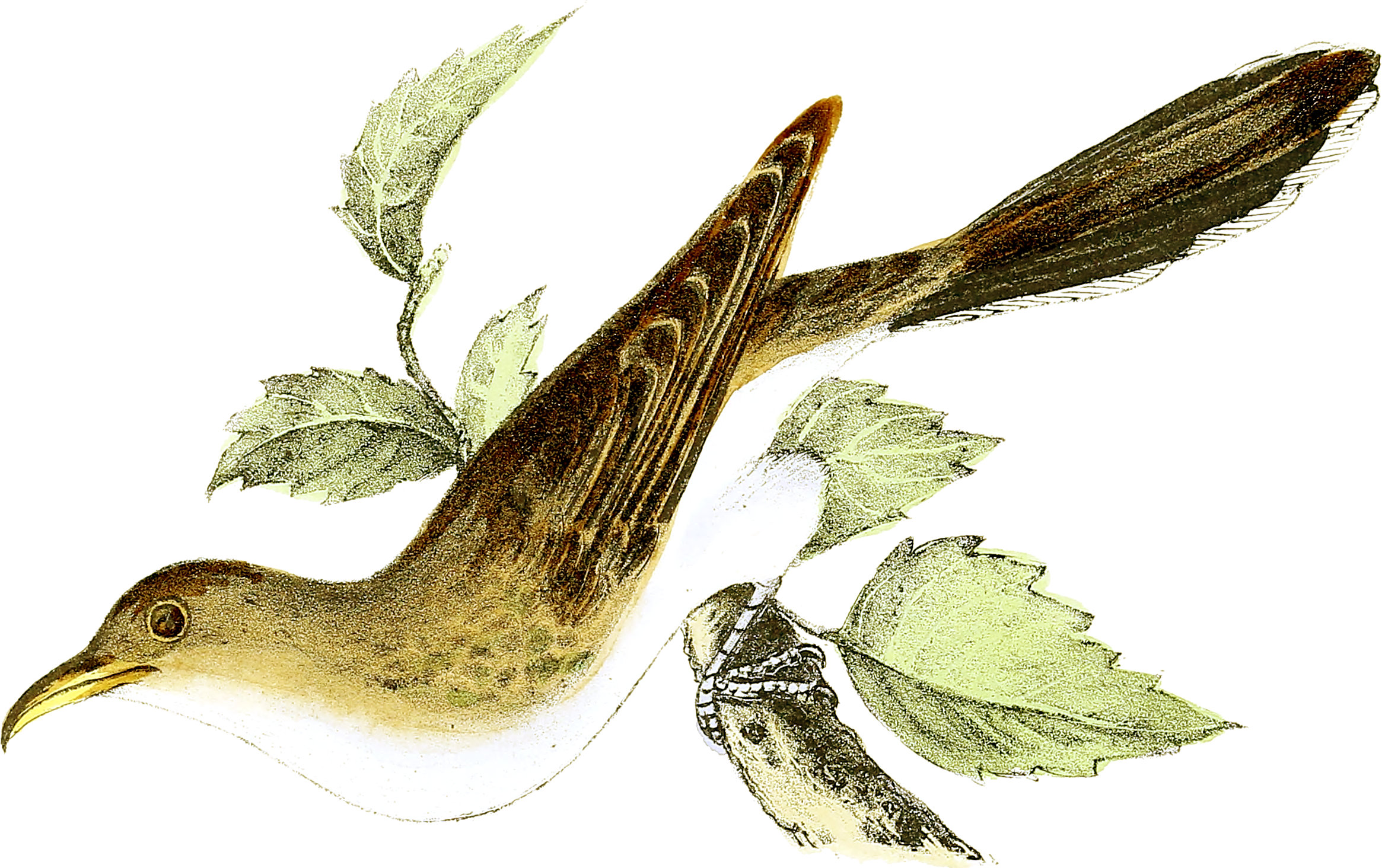
Gelbschnabelkuckuck
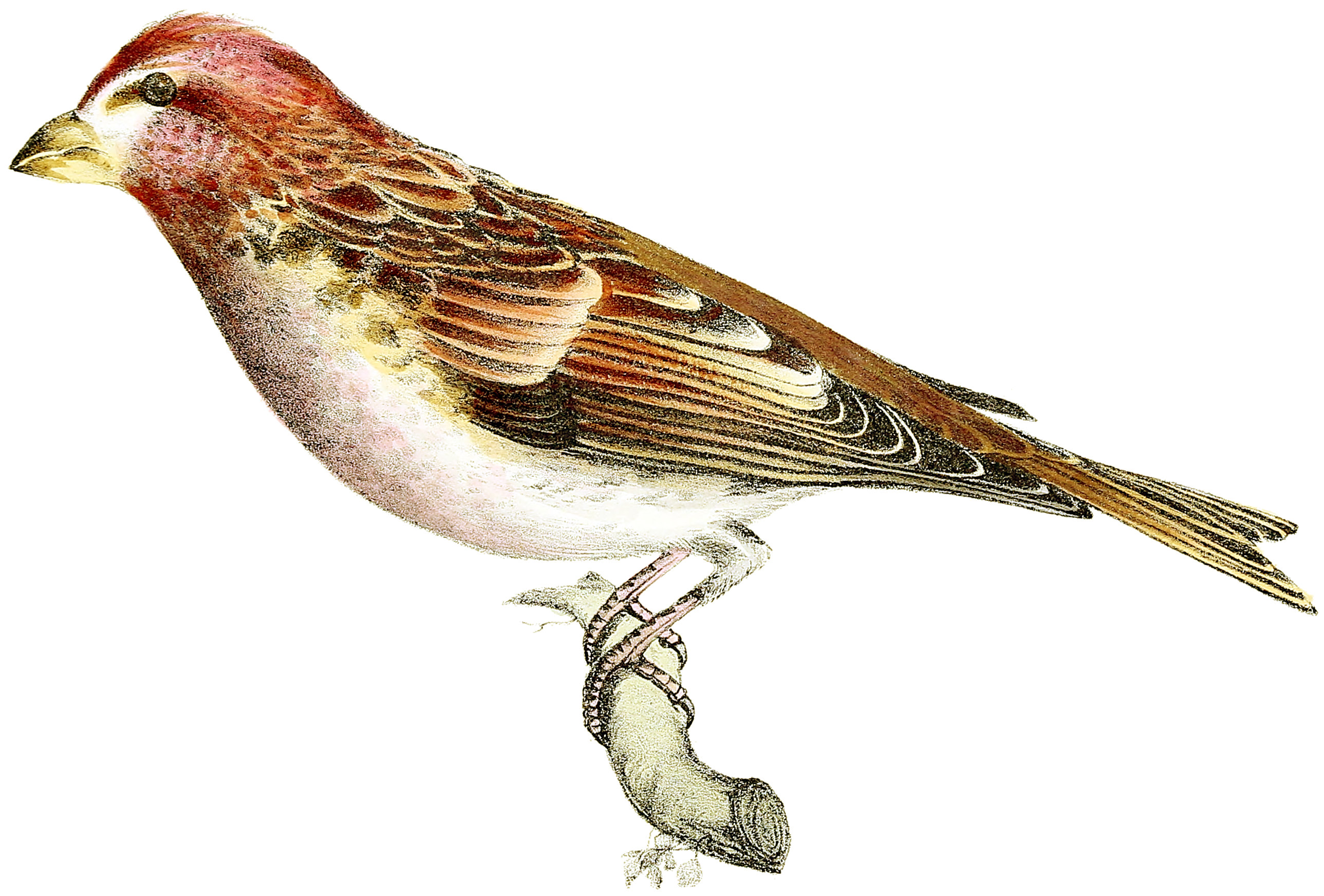
Purpurfink mit Haube
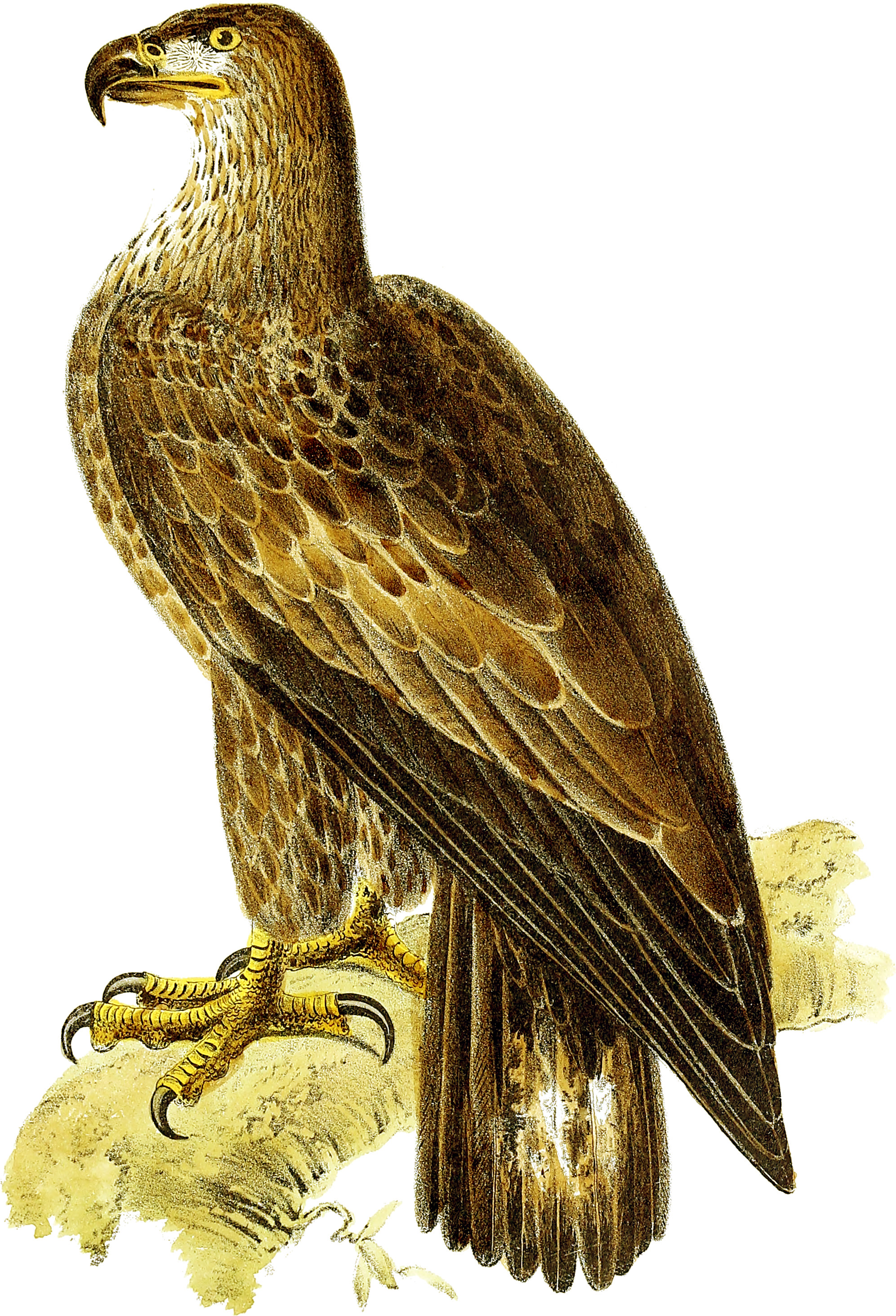
Weißkopfseeadler
- Rural Hours

## Veröffentlichungen (Auswahl)
- Rural Hours. Forgotten Books, 2018, ISBN 978-0-483-50699-2.
- Rhyme & Reason Of Country Life. Wentworth Pr., 2019, ISBN 978-0-530-44980-7.
- Female Suffrage. Outlook Verlag, 2018, ISBN 978-3-7340-2533-4.
- Essays on Nature and Landscape. The University of Georgia Press, 2002, ISBN 978-0-8203-2421-0.